# SV Ried
SV Ried är en fotbollsklubb i Ried am Innkreis i Österrike, grundad 1912.

## Historia
Ried spelade sin första säsong i Bundesliga 1995/96. Där höll sig föreningen kvar till säsongen 2002/03 då den föll ur. Genom att vinna Erste liga 2004/05 tog dock föreningen ånyo steget upp i Bundesliga. Säsongen 2005/06 blev föreningens hitintills bästa i Bundesliga genom en slutlig fjärdeplats.
Säsongen 1997/98 vann Ried den österrikiska cupen ÖFB-Cup genom att besegra Sturm Graz i finalen med 3–1. Man vann cupen igen säsongen 2010/11.
Ried var en av de elva vinnarna av Intertotocupen 2006.

## Färger
- Klubbfärger: grön tröja, svarta byxor, svarta strumpor.

## Meriter

### Nationellt
- ÖFB-Cup: 1997/98, 2010/11
- 2. Liga: 2004/05, 2019/20
- Landesliga Oberösterreich: 1987/88, 1989/90, 1990/91

### Internationellt
- Intertotocupen: 2006
- Playoffomgången i Uefa Europa League: 2011/12
- Andra omgången i Cupvinnarcupen: 1998/99

## Ligaplaceringar

### Sedan 2000/2001
| Säsong    | Nivå | Liga       | Placering | Referens | Notering                           |
| --------- | ---- | ---------- | --------- | -------- | ---------------------------------- |
| 2000/2001 | 1    | Bundesliga | 7         | [ 1 ]    |                                    |
| 2001/2002 | 1    | Bundesliga | 9         | [ 2 ]    |                                    |
| 2002/2003 | 1    | Bundesliga | 10        | [ 3 ]    | Nedflyttad till Erste Liga 2003/04 |
| 2003/2004 | 2    | Erste Liga | 5         | [ 4 ]    |                                    |
| 2004/2005 | 2    | Erste Liga | 1         | [ 5 ]    | Uppflyttad till Bundesliga         |
| 2005/2006 | 1    | Bundesliga | 4         | [ 6 ]    |                                    |
| 2006/2007 | 1    | Bundesliga | 2         | [ 7 ]    | Silver i Bundesliga                |
| 2007/2008 | 1    | Bundesliga | 7         | [ 8 ]    |                                    |
| 2008/2009 | 1    | Bundesliga | 5         | [ 9 ]    |                                    |
| 2009/2010 | 1    | Bundesliga | 8         | [ 10 ]   |                                    |
| 2010/2011 | 1    | Bundesliga | 4         | [ 11 ]   | Österrikiska cupmästare            |
| 2011/2012 | 1    | Bundesliga | 6         | [ 12 ]   | CUP: Finalist                      |
| 2012/2013 | 1    | Bundesliga | 6         | [ 13 ]   |                                    |
| 2013/2014 | 1    | Bundesliga | 6         | [ 14 ]   |                                    |
| 2014/2015 | 1    | Bundesliga | 6         | [ 15 ]   |                                    |
| 2015/2016 | 1    | Bundesliga | 7         | [ 16 ]   |                                    |
| 2016/2017 | 1    | Bundesliga | 10        | [ 17 ]   | Nedflyttad till Erste Liga 2003/04 |
| 2017/2018 | 2    | Erste Liga | 4         | [ 18 ]   |                                    |
| 2018/2019 | 2    | 2. Liga    | 2         | [ 19 ]   | Silver i 2. Liga                   |
| 2019/2020 | 2    | 2. Liga    | 1         | [ 20 ]   | Uppflyttad till Bundesliga         |
| 2020/2021 | 1    | Bundesliga | 9         | [ 21 ]   |                                    |
| 2021/2022 | 1    | Bundesliga | 10        | [ 22 ]   |                                    |
| 2022/2023 | 1    | Bundesliga | 12        | [ 23 ]   |                                    |
| 2023/2024 | 2    | 2. Liga    | 2         | [ 24 ]   | Silver i 2. Liga                   |